# Formiate de nonyle

Le formiate de nonyleou méthanoate de nonyle est l'ester de l'acide formique (acide méthanoïque) avec le nonanol et de formule semi-développée HCOO(CH2)8CH3.